# Jacques Maritain

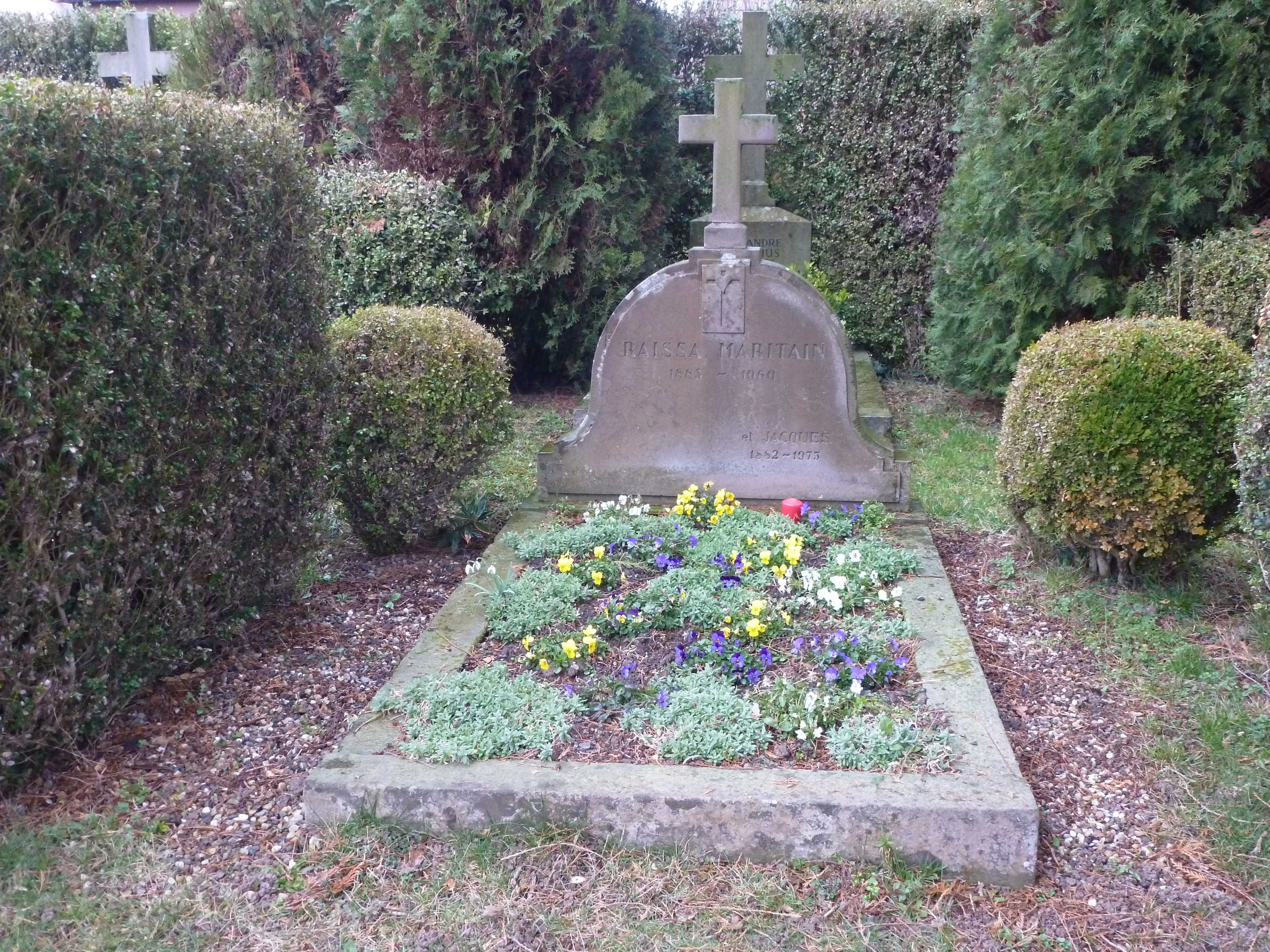
Grób Jacques'a i Raïssy Maritain

Jacques Maritain IPFI (ur. 18 listopada 1882 w Paryżu, zm. 28 kwietnia 1973 w Tuluzie) – francuski filozof, teolog i myśliciel polityczny, zakonnik.

## Młodość i studia
Maritain urodził się w 1882 roku w zamożnej paryskiej rodzinie. Jego ojciec, Paul Maritain, był prawnikiem, a matka, Geneviève Favre, córką polityka Jules’a Favre'a. Jacques Maritain wychowany został w duchu protestanckim, ale w młodości w ogóle nie interesował się religią.
Ukończył paryskie Liceum Henryka IV (Lycée Henri IV) (1898–1899), a następnie kontynuował naukę na Sorbonie, gdzie zainteresował się scjentyzmem i socjalizmem. Tam też poznał swoją przyszłą żonę, Raïssę, która dzieliła pasję filozoficzną Maritaina. Razem chodzili na wykłady Henriego Bergsona, od którego „zapożyczyli” pogląd, że w świecie musi istnieć jakiś Absolut. W 1905 Raïssa i Jacques postanowili dać sobie rok na znalezienie „sensu życia” i popełnić samobójstwo jeśli im się to w tym czasie nie uda. W 1906 roku przeszli na katolicyzm. Resztę życia mieli poświęcić wierze – Jacques poprzez swoje dzieła filozoficzne, Raïssa przez wiersze mistyczne i powieści.
Po studiach przyrodniczych na uniwersytecie w Heidelbergu Maritain wrócił do Paryża.

## Praca naukowa
Był profesorem filozofii współczesnej w Instytucie Katolickim (Institut Catholique) w Paryżu w latach 1914–1939 (w 1914 roku został pomocnikiem w Zakładzie Historii Filozofii Współczesnej, w 1921 – samodzielnym pracownikiem naukowym, a w 1928 roku – kierownikiem Zakładu Logiki i Kosmologii). Od 1932 roku wykładał także w Instytucie Studiów Średniowiecznych w Toronto, a później także jako visiting professor na uniwersytecie Princeton (1941–1942) i uniwersytecie Columbia (1941–1944) w Stanach Zjednoczonych. W latach 1945–1948 pełnił funkcję ambasadora Francji przy Stolicy Apostolskiej. W latach 1948–1960 mieszkał i wykładał na stałe na Uniwersytecie Princeton.
Podczas pobytu w Stanach Zjednoczonych Maritain poznał trapistę, Thomasa Mertona.
Po śmierci żony w 1960 roku wstąpił do wspólnoty Małych Braci od Jezusa w Tuluzie, zakonu, na który filozofia Maritaina wywierała wpływ od jego powstania w 1933. Na początku tylko mieszkał razem z braćmi, a jednym z nich został w 1970, na trzy lata przed śmiercią. W tym czasie napisał wiele prac, m.in. Le paysan de la Garonne (wydane w 1967).
Jacques i Raïssa Maritain zostali pochowani na cmentarzu w Kolbsheim, małej wiosce we Francji, w której często spędzali wakacje letnie.

## Filozofia
Maritain był jednym z głównych kontynuatorów myśli św. Tomasza z Akwinu w XX wieku, przedstawicielem personalizmu chrześcijańskiego. Początkowo uczeń Bergsona, po przejściu na katolicyzm w 1906 roku odszedł od bergsonizmu w stronę neoscholastyki. Spośród innych filozofów jego poglądy najbliższe były koncepcjom Étienne’a Gilsona.
Zajmował się głównie problemami związanymi z życiem chrześcijan w świecie współczesnym. Twierdził, że religia nie powinna zaniedbywać żadnego aspektu ludzkiego życia. Jego główne idee, w dużej mierze zaczerpnięte z filozofii Arystotelesa i św. Tomasza, to:
- nauka, filozofia, poezja i mistycyzm to równoprawne sposoby umożliwiające poznanie rzeczywistości (Maritain w swoich dziełach poświęcił wiele uwagi przede wszystkim filozofii sztuki),
- człowiek został obdarzony przez Boga godnością i nikt nie może mu jej odebrać (Maritain zawsze uważał, że każdy człowiek, jakikolwiek by był i skądkolwiek by pochodził, zasługuje na szacunek innych ludzi),
- jednostka jest ważniejsza od politycznej zbiorowości, żaden naród, ani organizacja polityczna, nie może podporządkować sobie pojedynczych ludzi (dlatego Maritain potępiał totalitaryzm w każdej postaci),
- prawo naturalne wyraża się nie tylko przez to, co jest związane z przyrodą, ale również w działaniach ludzi (tzn. człowiek jest integralną częścią świata przyrody i podlega jej prawom),
- filozofia moralna (etyka) musi uwzględniać wszystkie gałęzie wiedzy. Maritain głosił konieczność wprowadzenia pewnych ustalonych świeckich norm moralnych opartych na zasadach dekalogu, które obowiązywałyby całą ludzkość. Filozofia moralna Maritaina miała wpływ na treść Powszechnej Deklaracji Praw Człowieka ONZ z 1948 r.,
- chrześcijanie to nie jedyni mieszkańcy świata, dlatego powinni umieć współżyć z wyznawcami innych religii,
- ludzie różnych wyznań powinni współpracować w sprawach praktycznych, np. w dążeniach do utworzenia demokratycznych instytucji politycznych,
- istnieć to znaczy działać, zaś działanie to zmienianie świata (Maritain przeciwstawiał się bierności, twierdził, że każdy chrześcijanin i w ogóle każdy człowiek powinien żyć aktywnie, zmieniać świat, uczestniczyć w kulturze, filozofii, nauce, sztuce, polityce). Aktywność i kreatywność w życiu były wartościami, które Maritain cenił bardzo wysoko.

## Sobór Watykański II
Maritain był jednym ze świeckich uczestników Soboru Watykańskiego II (wśród nich był również Polak, filozof Stefan Swieżawski), a jego filozofia znalazła m.in. odzwierciedlenie w kościelnej Konstytucji Duszpasterskiej o Kościele w Świecie Współczesnym (Gaudium et spes).
Obserwując wprowadzanie zmian po Soborze stał się ich krytykiem. Uważał, że wielu chrześcijan odczytuje dokumenty soborowe z gruntu fałszywie. W jego opinii lekceważono takie cnoty jak np. umartwienie czy czystość, a katolicy zatopili się w doczesnych potrzebach i bolączkach zapominając o ostatecznym przeznaczeniu. Dodawał, że Kościół otworzył się na świat tak bardzo, że zamiast zmieniać go i upodobnić do Królestwa Bożego, sam daje się kształtować na jego wzór i podobieństwo. Krytykował współczesnych mu katolików za wyciszenie prawdy o obecności szatana w świecie. Uważał jednakże, że w pierwszej kolejności nie należy patrzeć na nędzę Kościoła, lecz na skarby, jakie Kościół przechowuje.
Źródeł zamieszania w myśli chrześcijańskiej upatrywał w filozoficznym idealizmie, przedkładającym idee własnego umysłu ponad rzeczywistość świata oraz zaprzeczającym możliwości poznania świata, a także w lekceważeniu rozumu, sugerującym, że to namiętności, uczucia lub wola rządzą człowiekiem. Kwestionował jednocześnie sens integryzmu, który jest utopijną reakcją na idealizm, głoszącą, że za wszelką cenę trzeba zachować lub przywrócić jakoby idealny porządek z przeszłości.

## Oddziaływanie na polską inteligencję katolicką
W Polsce w okresie międzywojennym Maritain oddziaływał głównie na grupę wokół czasopisma „Verbum“ i lwowskie Stowarzyszenie Młodzieży Katolickiej „Odrodzenie”, których tradycje po II wojnie światowej kontynuował „Tygodnik Powszechny” (wieloletni redaktor naczelny „Tygodnika”, Jerzy Turowicz działał przed wojną w Odrodzeniu).
Gorącym zwolennikiem idei Maritaina był również związany z Odrodzeniem i „Tygodnikiem Powszechnym” Stefan Swieżawski i inni polscy neotomiści, a także twórcy wspólnoty z Lasek, m.in. ks. Władysław Korniłowicz, Teresa Landy i ks. Tadeusz Fedorowicz.
Do przyjaciół Maritaina należeli też niektórzy przedstawiciele polskiej emigracji w Paryżu, związani z „Kulturą”, m.in. Józef Czapski i jego siostra, Maria. 5 października 1944 Józef Czapski skierował do Maritaina list otwarty w sprawie powstania warszawskiego po tym, jak wielkie mocarstwa zachodnie, w tym Francja odmówiły pomocy powstańcom (list pozostał bez odpowiedzi).

## Główne prace
Tytuły oryginalne (w języku francuskim):
- Art et scolastique, 1920
- Théonas ou les entretiens d’un sage et de deux philosophes sur diverses matières inégalement actuelles, Paris, Nouvelle librairie nationale, 1921
- Antimoderne, Paris, Édition de la Revue des Jeunes, 1922
- De la vie d'oraison (współautor: Raïssa Maritain), St. Maurice (Szwajcaria) : L'Oeuvre St. Augustin, 1922
- Réflexions sur l’intelligence et sur sa vie propre, Paris, Nouvelle librairie nationale, 1924
- Trois réformateurs : Luther, Descartes, Rousseau, avec six portraits, Paris, Plon, 1925
- Réponse à Jean Cocteau, 1926
- Une opinion sur Charles Maurras et le devoir des catholiques, Paris, Plon, 1926
- Primauté du spirituel, 1927
- Pourquoi Rome a parlé (coll.), Paris, Spes, 1927
- Clairvoyance de Rome (coll.), Paris, Spes, 1929
- Le docteur angélique, Paris, Paul Hartmann, 1929
- Religion et culture, Paris, Desclée de Brouwer, 1930
- Distinguer pour unir ou Les degrés du savoir, 1932
- De la philosophie chrétienne, Paris, Desclée de Brouwer, 1933
- Du régime temporel et de la liberté, Paris, DDB, 1933
- Lettre sur l’indépendance, Paris, Desclée de Brouwer, 1935.
- Humanisme intégral, Paris, Fernand Aubier, 1936
- Les Juifs parmi les nations, Paris, Cerf, 1938
- Questions de conscience : essais et allocutions, Paris, Desclée de Brouwer, 1938
- Le crépuscule de la civilisation, Paris, Éd. Les Nouvelles Lettres, 1939
- Carnet de notes, Paris, DDB, 1965
- Le paysan de la Garonne. Un vieux laïc s’interroge à propos du temps présent, Paris, DDB, 1966
- De la Grace et de l'Humanite de Jesus, Paryż, Desclée de Brouwer, 1967 (2 wyd.)

Polskie wydania:
- Religia i kultura, Warszawa, Fronda, 2007
- Człowiek i państwo, Kraków, Znak, 1993,
- Nauka i mądrość, Warszawa, Fronda, 2005,
- Trzej reformatorzy, Warszawa, Fronda, 2005
- Sztuka i mądrość, Warszawa, Fronda, 2001
- W obliczu klęski (jako druk konspiracyjny podczas okupacji w przekładzie Czesława Miłosza),
- Humanizm integralny,
- Pisma filozoficzne, Znak, 1988,
- Łaska i człowieczeństwo Chrystusa. A. Ziernicki (przekład). Warszawa-Ząbki: S.K. Fronda – Apostolicum, 2001, s. 132, seria: Biblioteka Frondy. ISBN 83-88747-00-2.,
- Wieśniak znad Garonny, W Drodze, 2017

Dzieła Maritaina były także tłumaczone na włoski (przez papieża Pawła VI), większość z nich została też wydana po angielsku:
- The Degrees of Knowledge,
- Integral Humanism,
- A Preface to Metaphysics,
- Education at the Crossroads,
- The Range of Reason. www2.nd.edu. [zarchiwizowane z tego adresu (2006-09-01)].,
- The Person and the Common Good,
- Approaches to God,
- Creative Intuition in Art and Poetry,
- Moral Philosophy. www2.nd.edu. [zarchiwizowane z tego adresu (2006-07-06)].,
- Introduction to Philosophy, Christian Classics, Inc., Westminster, MD, 1st. 1930, 1991.
- Existence and the Existent, An Essay on Christian Existentialism, trans. by Lewis Galantiere and Gerald B. Phelan, Image Books division of Doubleday & Co., Inc., Garden City, NY, 1948, Image book, 1956.
- Man and The State, University of Chicago Press, Chicago, ILL, 1951.
- The Peasant of the Garonne, An Old Layman Questions Himself about the Present Time, trans. Michael Cuddihy and Elizabeth Hughes, Holt, Rinehart and Winston, NY, 1968.
- God and the Permission of Evil, trans. Joseph W. Evans, The Bruce Publishing Company, Milwaukee, WI, 1966.
- Art and Scholasticism with other essays, Sheed and Ward, London, 1947